# Wigstaartpijlstormvogel
De wigstaartpijlstormvogel (Ardenna pacifica) is een vogel uit de familie van de stormvogels en pijlstormvogels (Procellariidae).

## Verspreiding
De wigstaartpijlstormvogel broedt wijdverspreid in kolonies op tropische eilanden in de Indische Oceaan en de Grote Oceaan.

## Status
De grootte van de populatie is in 2004 geschat op 5,2 miljoen individuen. Op de Rode lijst van de IUCN heeft deze soort de status niet bedreigd.

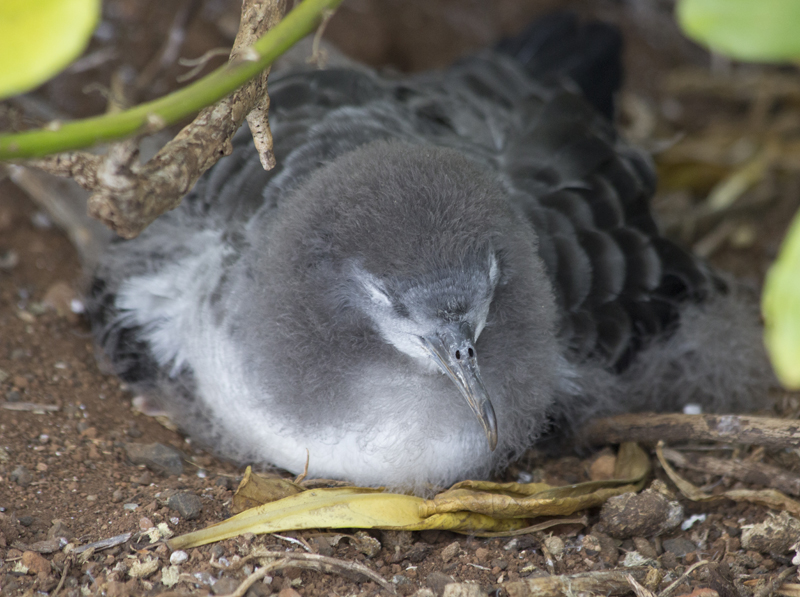
Juveniel
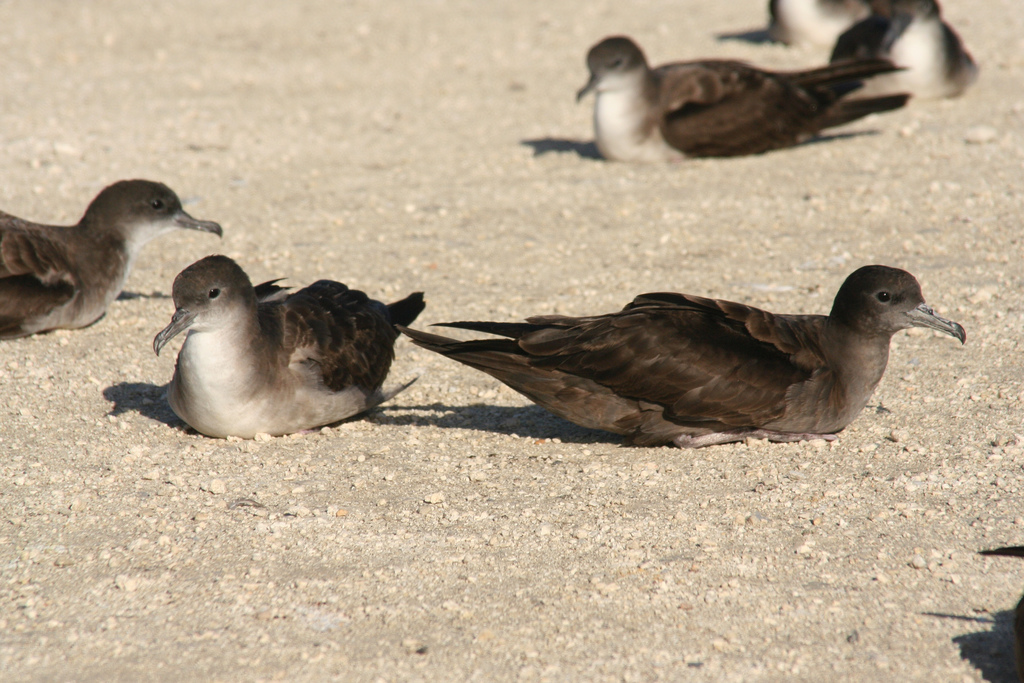